# Kanton Tarbes-2
Kanton Tarbes-2 (francouzsky Canton de Tarbes-2) je francouzský kanton v departementu Hautes-Pyrénées v regionu Midi-Pyrénées. Tvoří ho pouze část města Tarbes.